# Brombya platynema
Brombya platynema är en vinruteväxtart som beskrevs av Ferdinand von Mueller. Brombya platynema ingår i släktet Brombya och familjen vinruteväxter. Inga underarter finns listade i Catalogue of Life.